# Rhinocrypta lanceolata
El gallito copetón (Rhinocrypta lanceolata) es una especie de ave paseriforme de la familia Rhinocryptidae, la única del género Rhinocrypta. Es nativa del centro sur de América del Sur. .

## Distribución y hábitat

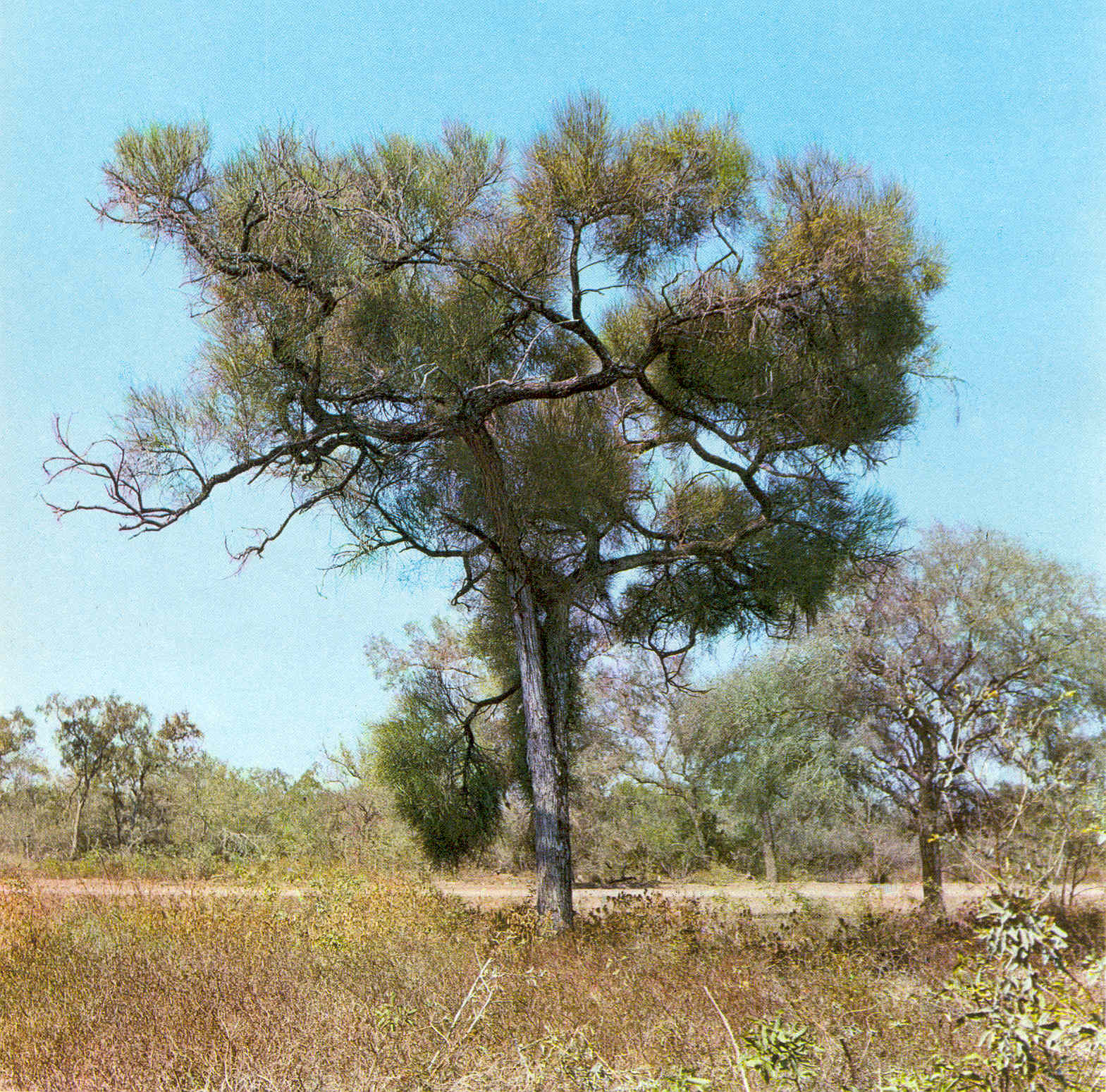
Vegetación típica del chaco, el hábitat de la especie.

Se distribuye en el sureste de Bolivia y oeste de Paraguay y en el norte y centro de Argentina.
Es localmente bastante común en los matorrales secos del chaco y estepas patagónicas hasta los 1800 m de altitud.

## Descripción
Es un ave bastante grande y elegante, mide 21,5 cm de longitud y pesa entre 51 y 64 g. Tiene el pico corto. La cabeza es parda con estrechas estrías blancas y una expresiva cresta del mismo patrón estriado, que apunta para arriba y para atrás de la corona, en un ángulo que es diferente de otras especies crestadas, aunque también puede bajarla para la parte detrás de la corona. Por arriba es pardacenta, la larga cola oscura con las cobertoras superiores anchas y largas que penden sobre la base de la cola. Por abajo es grisáceo pálido, los lados y flancos rufo brillante. Sus patas son fuertes y gruesas. El nombre Rhinocrypta, significa “nariz escondido” ya que las fosas nasales están ocultas por una de las placas del pico; se desconoce el significado adaptativo de esta característica.

## Comportamiento
Es principalmente terrestre y a menudo huidizo y difícil de ver, en parte porque prefiere los arbustos densos y espinosos. Corren en el suelo con rapidez, con frecuencia levantando alto la cola, vuelan corto y débilmente.

### Alimentación
Su dieta consiste de artrópodos.

### Vocalización
Cantan encaramados en un arbusto o árbol bajo, usualmente parcialmente escondidos, y dando un repetitivo y regular «cholloh...cholloh...» a cada pocos segundos.

## Sistemática

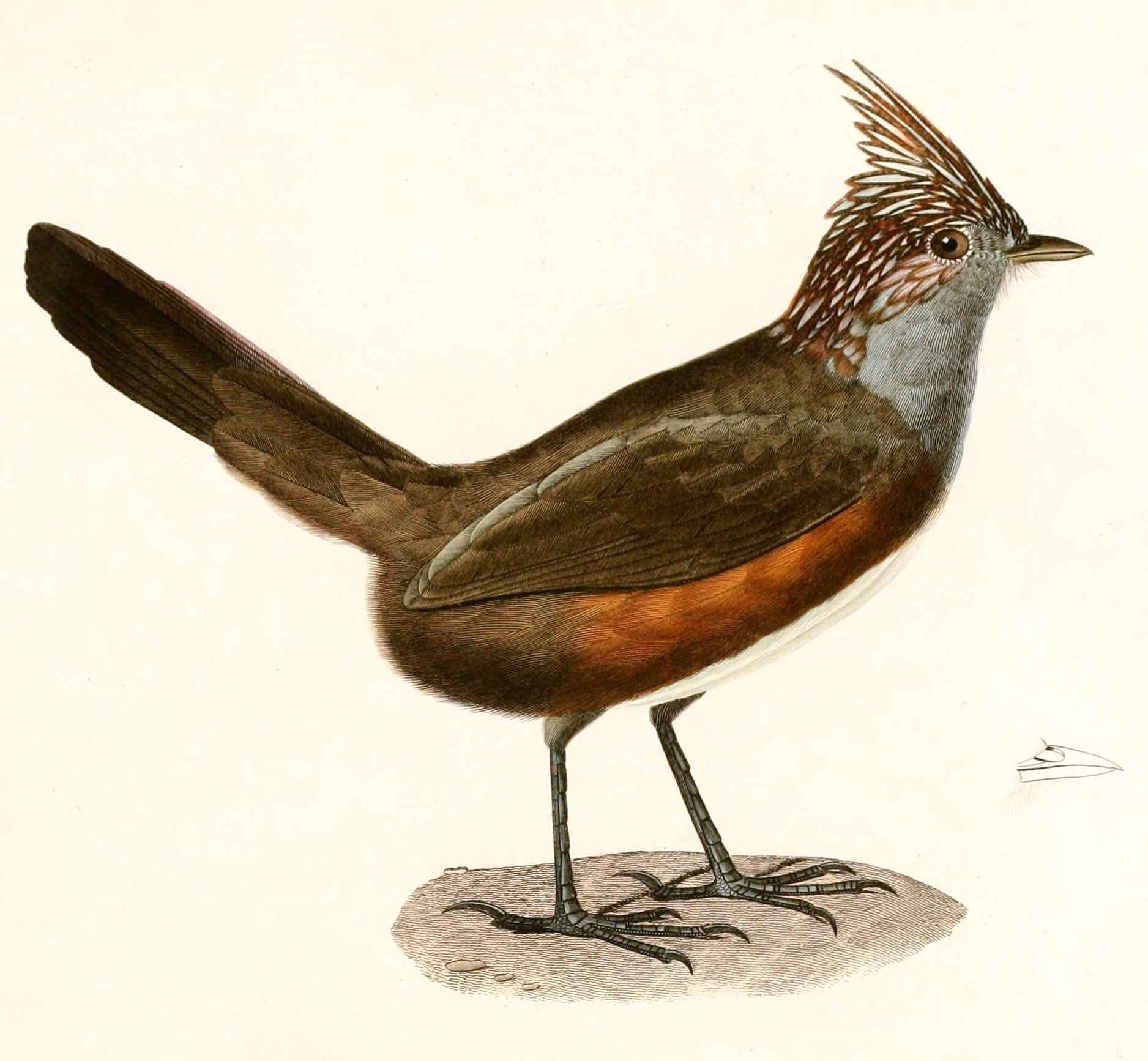
Rhinocrypta lanceolata, ilustración en d'Orbigny, Voyage dans l'Amérique méridionale, 1847.

### Descripción original
La especie R. lanceolata fue descrita por primera vez por el naturalista francés Isidore Geoffroy Saint-Hilaire en 1832 bajo el nombre científico Rhinomya lanceolata; localidad tipo «orilla del Río Negro, en la Patagonia, sur de Argentina».
El género Rhinocrypta fue descrito por el ornitólogo británico George Robert Gray en 1841.

### Etimología
El nombre genérico femenino «Rhinocrypta» deriva del griego «rhinos»: narinas, y «kruptos»: escondidas; significando «con las narinas ocultas»; y el nombre de la especie «lanceolata», proviene del latín «lanceolatus»: lanceolado, con perfil de lanza.

### Taxonomía
Paradojalmente, aunque el nombre de la familia, Rhinocryptidae, deriva de esta especie, este gallito es bastante diferente de los otros tapaculos y gallitos.
Los estudios de genética molecular de Ericson et al., 2010 confirman la monofilia de la familia Rhinocryptidae y sugieren la existencia de dos grandes grupos dentro de la misma, de forma muy general, el formado por las especies de mayor tamaño, al que pertenece el presente, y el integrado por las especies menores. Ohlson et al. 2013 proponen la división de la familia en dos subfamilias. La presente pertenece a una subfamilia Rhinocryptinae Wetmore, 1930 (1837), junto a Pteroptochos, Scelorchilus, Psilorhamphus, Liosceles, Acropternis y Teledromas.

### Subespecies
Según la clasificación del Congreso Ornitológico Internacional (IOC) (Versión 6.3, 2016) y Clements Checklist v.2015,  se reconocen dos subespecies, con su correspondiente distribución geográfica:
- Rhinocrypta lanceolata saturata Brodkorb, 1939 – sureste de Bolivia y oeste de Paraguay.
- Rhinocrypta lanceolata lanceolata (Geoffroy Saint-Hilaire, 1832) – norte y centro de Argentina hacia el sur hasta Río Negro y sur de Buenos Aires.